# Тиснява в Лос-Олівос
Тиснява людей, що відбулася в районі Лос-Олівос у Лімі, Перу 22 серпня 2020 року. Під час неї щонайменше тринадцять людей загинуло та шестеро травмувалося. Тиснява стала результатом рейду Національної поліції Перу на нічний клуб Thomas Restobar через велике скупчення людей, які в Перу заборонені у зв'язку з пандемією COVID-19.

## Передумови
Перу належить до країн, що найбільше постраждали від пандемії коронавірусної хвороби в 2019 році, із понад 573 тисячами випадків інфікування та понад 27 тисячами загиблих станом на 23 серпня 2020 року. У зв'язку з цим, перуанська влада заборонила масові зібрання після 22:00. Нічні клуби зачинені з березня 2020 з метою запобігання поширенню вірусу.

## Тиснява
Правоохоронці прибули до нічного клубу Thomas Restobar після скарг жителів на те, що близько двадцяти-тридцяти людей перебувають у клубі, що порушує заборону уряду на збори. Насправді в клубі перебувало 120 людей, і поліція зрозуміла це незабаром після початку рейду близько 21:00 за перуанським часом. Влада Перу повідомляла, що поліція намагалася спокійно розігнати збори, але відвідувачі панічно почали тікати з майданчика на другому поверсі й багатьох затоптали на сходах. Правоохоронцям довелося примусово відчинити двері клубу мотузками, прикріпленими до вантажівок, через велику кількість людей, що затуляли вихід.
Влада намагалася надати першу допомогу та доставила постраждалих до сусідніх лікарень, при цьому дванадцять осіб загинули в дорозі, а інша людина померла під час госпіталізації. Під час заходу було вбито щонайменше 13 людей та 6 отримали поранення. У результаті інциденту поліція затримала 23 людини, при цьому у 15 заарештованих виявили коронавірус.

## Реакції
Президент Мартін Віскарра відреагував на інцидент промовою:
Я маю змішані почуття та емоції як людина, як політик, з урахуванням цих обставин. Очевидно, мені шкода і мені прикро з приводу людей та родичів людей, які втратили життя, але я також відчуваю гнів і обурення щодо відповідальних за організацію подібних заходів. [...] Будь ласка, не будьте безвідповідальними; не ризикуйте життям людей. Ці 13 життів можна було б врятувати, якби ми не мали такої поведінки [пов’язаної з] недбалістю бізнесменів, які знають, що подібні заходи заборонені.
 Президент Віскарра також закликав судові органи карати тих, хто порушив закон.

Міністерство внутрішніх справ Перу оприлюднило заяву за наслідками події, у якій зазначено, що
Міністерство внутрішніх справ глибоко шкодує про смерть 13 людей внаслідок кримінальної безвідповідальності недобросовісного власника бізнесу.
Росаріо Сасієта, міністр жінок та вразливих груп населення, заявила:
Я прошу про максимальне покарання для винуватців. Ми говоримо про навмисне вбивство з метою отримання прибутку… Партнери та власники несуть головну відповідальність.
Адвокат по кримінальних справах заявив, що власникам нічного клубу загрожує до 35 років в'язниці, якщо їм буде пред'явлено звинувачення у вбивстві. Адвокат власників майна заявив, що вони «не несуть відповідальності» за інцидент і що вони здали будівлю в оренду, щоб вона працювала як ресторан, а не як нічний клуб.
Родичі жертв та ті, хто зібрався в клубі, повідомили, що на місці події був застосований сльозогінний газ, хоча влада Перу це заперечувала.